# Левобережный (Ставропольский край)
Левобере́жный — посёлок в составе Будённовского района (муниципального округа) Ставропольского края России.

## География
На северо-востоке: посёлок Красный Октябрь
На юго-востоке: хутор Горный
На юге: посёлок Катасон, посёлок Полыновский
На западе: село Покойное
Расстояние до краевого центра: 184 км.
Расстояние до районного центра: 75 км.

## История
До 16 марта 2020 года посёлок входил в состав сельского поселения Покойненский сельсовет.

## Население
| 1989 | 2002 | 2010 | 2011 | 2012 | 2014 |
| ---- | ---- | ---- | ---- | ---- | ---- |
| 350  | ↗394 | ↘393 | ↘366 | ↗384 | ↗400 |

По данным переписи 2002 года в национальной структуре населения преобладают русские (92 %).